# Bulgarien i olympiska vinterspelen 1984
Bulgarien deltog med 16 deltagare vid de olympiska vinterspelen 1984 i Sarajevo. Ingen av landets deltagare erövrade någon medalj.